# Primax
Primax, es una empresa peruana distribuidora de productos derivados del petróleo y gas. Fue creada por el Grupo Romero en 2005. 
En Perú, en 2022, representó el 33% del mercado de distribución de combustibles con 961 estaciones de servicio.
En Colombia, en 2022, representó el 20% del mercado de distribución de combustibles con 932 estaciones de servicio, y reporto ventas por 7.7 billones de pesos.
En Ecuador, en 2022, representó el 26,42 % del mercado de distribución de combustibles con 242 estaciones de servicio. en 2024 adquirió aproximadamente 100 estaciones de Terpel.

## Historia
En 2000, Grupo Romero empieza la venta de combustible a clientes corporativos.
En 2004, el Grupo Romero y ENAP adquieren la operación de distribución de combustible de Shell en el Perú.
En 2005, se creó la Marca Primax.
En 2006, Primax adquiere la operación de distribución de combustible de Shell en Ecuador. En 2008 adquiere las operaciones de Repsol en Ecuador.
En 2013, el Grupo Romero adquiere las acciones de ENAP en Primax.
En 2018, adquiere las operaciones de ExxonMobil en Colombia por 230 millones de dólares.
En 2024, Primax adquiere las operaciones de Terpel en Perú y Ecuador por 64 millones de dólares.
En 2025, Grupo Romero vendió Primax a la petrolera Saudi Aramco por 3.500 millones de dólares.